# Campeonato Paranaense de Futebol de 2022 - Terceira Divisão
A Terceira Divisão do Campeonato Paranaense de Futebol de 2022 foi a 23ª edição desta competição realizada pela Federação Paranaense de Futebol (FPF). O torneio contou com a presença de 13 clubes, com 3 campeões estaduais, o maior número de participantes desde a volta da terceira divisão, em 2008.

## Regulamento
- 1ª Fase com dois grupos onde os clubes se enfrentam em turno e returno. Classificam-se os dois melhores colocados de cada grupo.

- 2ª Fase – semifinal: As equipes classificadas se enfrentam em turno e returno dentro de seus grupos.

Grupo C - 1º Colocado A x 2º Colocado B;
Grupo D - 2º Colocado A x 1º Colocado B;
- 3ª Fase – final: As equipes classificadas se enfrentam em jogos de ida e volta. Será considerado campeão o clube que somar o maior número de pontos ao final da segunda partida, considerando os resultados exclusivamente obtidos nesta fase.

Grupo E - 1º Colocado do Grupo C x 1º Colocado do Grupo D.
Os dois finalistas garantem acesso a 2ª Divisão de Profissionais - Temporada 2023

### Critérios de Desempate
Em caso de empate no número de pontos na primeira fase, serão atribuídos os seguintes critérios:
- a) Número de vitórias;
- b) Maior saldo de gols;
- c) Maior número de gols pró;
- d) Confronto direto;
- e) Menor número de cartões vermelhos recebidos;
- f) Menor número de cartões amarelos recebidos;
- g) Sorteio público na sede da FPF.

## Clubes participantes[4]
AO Grêmio de Esportes Maringá não é o mesmo Grêmio Maringá, clube fundado em 1998 e participante da Terceira Divisão de 2018.

## Primeira fase
Grupo A
Grupo B 
| Legenda | Legenda                    |
| ------- | -------------------------- |
|         | Classificados à fase final |

## Fase Final
Em itálico, as equipes que possuem o mando de campo no primeiro jogo do confronto e em negrito as equipes classificadas.
|  | Semifinais     | Semifinais     | Semifinais | Semifinais |   |           | Final | Final | Final | Final |
|  |                |                |            |            |   |           |       |       |       |       |
|  | Patriotas      | 0              | 2          | 2          |   |           |       |       |       |       |
|  | Arapongas      | 0              | 0          | 0          |   |           |       |       |       |       |
|  | Arapongas      | 0              | 0          | 0          |   | Patriotas | 1     | 0     | 1     |       |
|  |                |                |            |            |   | Patriotas | 1     | 0     | 1     |       |
|  |                | Grêmio Maringá | 1          | 2          | 3 |           |       |       |       |       |
|  | Grêmio Maringá | Grêmio Maringá | 1          | 2          | 3 | 2         | 1     | 3(4)  |       |       |
|  | Grêmio Maringá |                |            |            |   | 2         | 1     | 3(4)  |       |       |
|  | Araucária      | 1              | 2          | 3(2)       |   |           |       |       |       |       |

| Aumento | Equipes promovidas à Segunda Divisão de 2023 |

## Final

### Jogo de ida
| 6 de novembro | 15:30 | Patriotas | 1 – 1 | Grêmio Maringá | Estádio Durival Britto e Silva, Curitiba |

### Jogo de volta
| 19 de novembro | 15:30 | Grêmio Maringá | 2 – 0 | Patriotas | Willie Davids, Maringá |

## Premiação
| Campeonato Paranaense de Futebol de 2022 - Terceira Divisão |
| Maringá                                                     |
| ----------------------------------------------------------- |
| Grêmio Maringá Campeão (1.º título)                         |

## Classificação geral
| Pos | Equipes            | Pts | J  | V  | E | D | GP | GC | SG  | Classificação                                   |
| --- | ------------------ | --- | -- | -- | - | - | -- | -- | --- | ----------------------------------------------- |
| 1   | Grêmio Maringá     | 39  | 16 | 12 | 3 | 1 | 42 | 11 | +31 | Campeão e acesso a Segunda Divisão de 2023      |
| 2   | Patriotas          | 27  | 14 | 8  | 3 | 3 | 18 | 7  | +11 | Vice-Campeão e acesso a Segunda Divisão de 2023 |
| 3   | Araucária*         | 23  | 12 | 7  | 2 | 3 | 15 | 8  | +7  | Eliminados na semifinal                         |
| 4   | Arapongas          | 24  | 14 | 7  | 3 | 4 | 23 | 23 | 0   | Eliminados na semifinal                         |
| 5   | Batel              | 19  | 10 | 5  | 4 | 1 | 11 | 5  | +6  | Eliminados na Primeira Fase                     |
| 6   | Rolândia           | 16  | 12 | 5  | 1 | 6 | 14 | 21 | -7  | Eliminados na Primeira Fase                     |
| 7   | Nacional-PR        | 15  | 12 | 4  | 3 | 5 | 15 | 17 | -2  | Eliminados na Primeira Fase                     |
| 8   | Paranavaí          | 14  | 12 | 3  | 5 | 4 | 11 | 14 | -3  | Eliminados na Primeira Fase                     |
| 9   | Cambé              | 11  | 12 | 2  | 5 | 5 | 14 | 20 | -6  | Eliminados na Primeira Fase                     |
| 10  | Iraty              | 8   | 10 | 2  | 2 | 6 | 9  | 19 | -10 | Eliminados na Primeira Fase                     |
| 11  | Hope Internacional | 7   | 10 | 2  | 1 | 7 | 5  | 13 | -8  | Eliminados na Primeira Fase                     |
| 12  | Campo Mourão       | 7   | 10 | 1  | 4 | 5 | 3  | 9  | -6  | Eliminados na Primeira Fase                     |
| 13  | Portuguesa-PR      | 5   | 12 | 1  | 2 | 9 | 12 | 25 | -13 | Eliminados na Primeira Fase                     |

- O Araucária herdou a vaga à segunda divisão de 2023.